# حاجی علیان
حاجی علیان، روستایی از توابع بخش مرکزی شهرستان کرمانشاه در استان کرمانشاه ایران است.

## جمعیت
بر پایه سرشماری مرکز آمار ایران در سال ۱۳۸۵، جمعیت آن ۲۸۳ نفر (۵۷خانوار) بوده‌است.